# Вендичанська селищна територіальна громада
Вендичанська селищна громада — територіальна громада в Україні, у Могилів-Подільському районі Вінницької області. Адміністративний центр — селише Вендичани.
Площа громади — 436,31 км², населення — 14 093 мешканці (2020).
12 червня 2020 року, відповідно до Розпорядження Кабінету Міністрів України № 707-р «Про визначення адміністративних центрів та затвердження територій територіальних громад Вінницької області», створено сучасну територіальну громаду.
19 липня 2020 року, в результаті адміністративно-територіальної реформи та ліквідації Могилів-Подільського району (1923 — 2020), громада увійшла до складу новоутвореного Могилів-Подільського району.

## Населені пункти
У складі громади 3 селища (Вендичани, Кукавка, Немерче) і 22 села:
- Борщівці
- Вінож
- Глибока Долина
- Грабарівка
- Кам'янецькі Хутори
- Конева
- Кричанівка
- Кукавка
- Ломазів
- Лучинець
- Лучинчик
- Немерче
- Нижчий Ольчедаїв
- Підлісне
- Плоске
- Садова
- Серебринці
- Сліди
- Струсове
- Сугаки
- Тарасівка
- Тропове